# 希馬蒂特鎮區 (密歇根州)
希馬蒂特鎮區（英語：Hematite Township）是位於美國密歇根州艾昂縣的一個行政鎮區。

## 地方資料
希馬蒂特鎮區的面積為403.40平方千米，當中陸地面積為397.40平方千米，而水域面積為6.00平方千米。根據2020年美國人口普查的數據，當地共有人口269人，而人口密度為每平方千米0.67人。